# 잔 발리바르
잔 발리바르(Jeanne Balibar, 1968년 4월 13일 ~ )는 프랑스의 배우, 가수이다. 영화 《샹송가수 바르바라》로 제43회 세자르상 여우주연상을 수상했다.

## 출연 작품

### 영화
- 파수병 (1992, La Sentinelle)
- 나의 성생활: 나는 어떻게 싸웠는가 (1996, Comment je me suis disputé… (ma vie sexuelle))
- 신만이 나를 이해할거야 (1998, Dieu seul me voit (Versailles-Chantiers))
- 8월말 9월초 (1998, Fin août, début septembre)
- 사드 (2000, Sade)
- 마음의 풍경 (2001, Intimisto) - 단편
- 알게 될거야 (2001, Va savoir)
- 윔블던 스타디움 (2001, Le Stade de Wimbledon)
- 살팀뱅크 (2003, Saltimbank)
- 코드 46 (2003)
- 클린 (2004)
- 도끼에 손대지 마라 (2007, Ne touchez pas la hache)
- 사강 (2008, Sagan)
- 모나코 여인 (2008, La Fille de Monaco)
- 우당탕 마을 (2009, Panique au village)
- 아무것도 바꾸지 마라 (2009, Ne change rien) - 다큐멘터리
- 그레이스 오브 모나코 (2014)
- 한 여름밤 (2014, Les Nuits d'été)
- 네버 에버 (2016, À jamais)
- 샹송가수 바르바라 (2017)
- 콜드 워 (2018)
- 레 미제라블 (2019)
- 잃어버린 환상 (2021, Illusions perdues)
- 메모리아 (2021)
- 렛 미 고 (2023, Laissez-moi)
- 볼레로: 불멸의 선율 (2024, Boléro) - 아이다 루빈스타인 역

### 텔레비전
- 이마 베프 (2022)
- 벤자민 프랭클린 (예정)

## 음반 목록
- Paramour (2003)
- Slalom Dame (2006)